# Philibertia woodii
Espèce
Philibertia woodii est une espèce de plantes à fleurs dicotylédones de la famille des Apocynaceae, sous-famille des Asclepiadoideae, originaire de Bolivie.
C'est une plante grimpante secrétant un latex blanc, aux tiges de plusieurs mètres de long, tomenteuses à glabrescentes, portant de simples trichomes blancs ou jaunâtres non glanduleux. Les feuilles, opposées, pétiolées, à pubescence semblable à celle des tiges, ont un limbe ovale à ovale-lancéolé. Les fruits sont des follicules ovoïdes, lisses. Les graines sont inconnues.
Cette espèce, nouvellement décrite en 2021 sur la base d'échantillons collectés en Bolivie, est similaire dans sa morphologie végétative et florale à Philibertia latiflora (Griseb.) Goyder, Philibertia longistyla Goyder et Philibertia speciosa (Malme) Goyder. Elle porte à 45 le nombre d'espèces rattachées au genre Philibertia.
L'épithète spécifique, « woodii », est un hommage  à John R.I. Wood, botaniste britannique, éminent collecteur de la flore bolivienne, qui a collecté le plus grand nombre de spécimens de cette espèce.